# Noyelles-en-Chaussée
Noyelles-en-Chaussée é uma comuna francesa na região administrativa de Altos da França, no departamento de Somme. Estende-se por uma área de 10,47 km². Em 2010 a comuna tinha 243 habitantes (densidade: 23,2 hab./km²).